# デュオ・ノルマン
デュオ・ノルマン（Duo normand）は、例年9月、フランス、マンシュ県のマリニで行われる、自転車競技、ロードレースにおけるワンデイレース。UCIヨーロッパツアー1.1カテゴリ。
デュオの名が示す通り、2人1組が交互に先頭を交代しながら走破するタイムトライアルレースであり、走破距離は約54km。2012年より1.1カテゴリに昇格。1982年から1986年まではアマチュア限定レースだった。似たようなレースとしてトロフェオ・バラッキがイタリアで1941年から1991年まで開催されていた。

## 歴代優勝者
| 年   | 優勝者                                                    |
| ---- | --------------------------------------------------------- |
| 1982 | フィリップ・ブヴァティエ ブリュース・ペアン               |
| 1983 | ブリアン・ホルム ジャック・オルセン                       |
| 1984 | クリストフ・ジキュエル クリストフ・バシェロ               |
| 1985 | ティエリ・マリー シャルリー・モテ                         |
| 1986 | ジャック・オルセン ペーター・ギリング                     |
| 1987 | ティエリ・マリー ジェラール・リュエ                       |
| 1988 | ティエリ・マリー フィリップ・ブヴァティエ                 |
| 1989 | ロメス・ガイネトディノフ パヴェル・トンコフ               |
| 1990 | ディミトリ・ヴァシリチェンコ ユーリ・マヌイロフ           |
| 1991 | ヴィアチェスラフ・ディアヴァニアン アンドレイ・テテリウク |
| 1992 | ジャンフランコ・コントリ ルカ・コロンボ                   |
| 1993 | クリス・ボードマン ローラン・ブゾー                       |
| 1994 | ジャンフランコ・コントリ クリスティアン・サルヴァート     |
| 1995 | エマニュエル・マニアン ステファヌ・ペティヨー             |
| 1996 | クリス・ボードマン ポール・マニング                       |
| 1997 | ヘンク・ヴォジェルス シリル・ボス                         |
| 1998 | マニュス・バクステット ジェローム・ヌヴィユ               |
| 1999 | クリス・ボードマン イェンス・フォイクト                   |

| 年   | 優勝者                                                  |
| ---- | ------------------------------------------------------- |
| 2000 | ラスロ・ボドロギ ダニエーレ・ナルデッロ                 |
| 2001 | ジョナサン・ヴォーターズ イェンス・フォイクト           |
| 2002 | エフゲニー・ペトロフ フィリッポ・ポッツァート           |
| 2003 | ジャン・ヌットリ フィリップ・シュナイダー               |
| 2004 | エディ・セニュール フレデリック・フィノ                 |
| 2005 | シルヴァン・シャヴァネル ティエリ・マリシャル           |
| 2006 | オンドジェイ・ソセンカ ラデク・ブラフト                 |
| 2007 | ブラッドリー・ウィギンス ミヒエル・エライゼン           |
| 2008 | ミカエル・トロンボーグ マーティン・モーテンセン         |
| 2009 | ニコライ・トルソフ アルテム・オヴェチュキン             |
| 2010 | アレクサンドル・プリューシン アルテム・オヴェチュキン   |
| 2011 | トーマス・デッケル ヨハン・ファンスュメレン             |
| 2012 | ルーク・ダーブリッジ スヴェイン・タフト                 |
| 2013 | ルーク・ダーブリッジ スヴェイン・タフト                 |
| 2014 | Truls Korsæth Reidar Borgersen                          |
| 2015 | ヴィクトール・カンペナールツ イェレ・ワライス           |
| 2016 | ルーク・ダーブリッジ スヴェイン・タフト                 |
| 2017 | アントニー・ドゥラプラス ピエール＝リュック・ペリション |

| 年   | 優勝者                                                        |
| ---- | ------------------------------------------------------------- |
| 2018 | マルティントフト・マドセン ラスムス・クリスティアン・クアーデ |
| 2019 | マティアス・ノースガード ラスムス・クリスティアン・クアーデ   |